# District de Sanniquelleh-Mahn
Le district de Sanniquelleh-Mahn est une subdivision du comté de Nimba au Liberia.  
Les autres districts du comté de Nimba sont :
- Le district de Gbehlageh
- Le district de Saclepea
- Le district de Tappita
- Le district de Yarwein-Mehnsohnneh
- Le district de Zoegeh